# Paul Satterfield
Paul Satterfield (Nashville (Tennessee), 19 augustus 1960), geboren als Paul Parsons Satterfield II, is een Amerikaanse acteur.

## Biografie
Satterfield is geboren in Nashville (Tennessee) als zoon van zangeres Priscilla Coolidge, maar groeide op aan de noordkust van Californië. Hij werd daar een fervent atleet in buitensporten, hierdoor kreeg hij ook zijn eerste betaalde baan met een tv-commercial voor Kodak als een Americanfootballspeler. Satterdield ging studeren met een basketbalbeurs aan het Whitman College in Walla Walla en slaagde in zeventiende-eeuwse Engelse literatuur en drama. Na zijn studie begon hij met acteren in theaters. Met acteren voor tv begon hij in 1986 met de televisieserie Hunter. Hierna heeft hij nog meerdere rollen gespeeld in televisieseries en films zoals Savannah (1996-1997), Pacific Palisades (1997), The Bold and the Beautiful (1998-1999), Bruce Almighty (2003) en One Life to Live (2005-2007).
Satterfield is in 1996 getrouwd en heeft hieruit twee kinderen. Satterfield is een stiefzoon van Booker T. Jones en neef van Rita Coolidge.

## Filmografie

### Films
Uitgezonderd korte films.
- 2004 Rancid – als Richard Desmond
- 2003 Bruce Almighty – als Dallas Coleman
- 2003 Living Straight – als Billy Evans
- 2002 Duty Dating – als Sheridan
- 1999 Hefner: Unauthorized – als Vic Lownes
- 1994 Family album – als Paul Steel
- 1989 Arena – als Steve Armstrong
- 1987 Creepshow 2 – als Deke

### Televisieseries
Uitgezonderd eenmalige gastrollen.
- 2011 The Bay - als Lee Nelson - 6 afl.
- 2005 – 2007 One Life to Live – als Spencer Truman – 53 afl.
- 1998 – 1999 The Bold and the Beautiful – als dr. Pierce Peterson – 79 afl.
- 1997 – 1998 7th Heaven – als trainer Koper – 3 afl.
- 1997 Pacific Palisades – als John Graham – 5 afl.
- 1996 – 1997 Savannah – als Tom Massick – 34 afl.
- 1995 Murder One – als Jake Nichols – 2 afl.
- 1994 Hotel Malibu – als Mark Whitsett – 6 afl.
- 1991 – 1993 General Hospital – als Paul Hornsby – 9 afl.

- Virtual International Authority File: 8403156858504649780009
- WorldCat: E39PBJyx9KTqbw4dMg76cgTrbd